# فرودگاه صحرایی مک‌ناری
فرودگاه صحرایی مک‌ناری (به انگلیسی: McNary Field) (به زبان بومی: Salem Municipal Airport) یک فرودگاه همگانی بهره‌برداری هوایی با کد یاتا SLE است که یک باند فرود آسفالت و دارد و طول باند آن ۱۷۷۱ متر است. این فرودگاه در شهر سیلم کشور ایالات متحده آمریکا قرار دارد و در ارتفاع ۶۵ متری از سطح دریا واقع شده‌است.